# Normand L'Amour
 (juin 2017).
Si vous disposez d'ouvrages ou d'articles de référence ou si vous connaissez des sites web de qualité traitant du thème abordé ici, merci de compléter l'article en donnant les références utiles à sa vérifiabilité et en les liant à la section « Notes et références ».
Pour les articles homonymes, voir Cournoyer, L'Amour et Lamour.
Ne doit pas être confondu avec Normand D'Amour.
Normand Cournoyer (dit Normand L'Amour), né le 6 septembre 1930 à Saint-Joseph-de-Sorel et mort le 3 novembre 2015 à Sorel-Tracy, est un musicien, chanteur et auteur-compositeur-interprète québécois.

## Biographie
Normand L'Amour a commencé sa carrière tardivement. Il se fait connaître en 1998, principalement par l'intermédiaire de l'émission humoristique La fin du monde est à sept heures, où il est invité à quelques reprises à chanter ses chansons dans le cadre des capsules météorologiques. Ces apparitions à la télévision lui apporteront beaucoup de popularité.
Pour plusieurs, il est considéré comme un humoriste et est mis en nomination en 1999 pour le Prix Félix de l'Album Humour de l'année pour son album C'est pas possible. Le prix sera finalement attribué à Yvon Deschamps, qui dénonce la nomination de L'Amour en soutenant que ce dernier devrait se sentir insulté puisque « lui, il fait pas ça pour rire ».
Le 18 octobre 2006, Normand a annoncé publiquement son homosexualité, sur les ondes de la station de radio CJMF 93,3, à Québec. Il l'avait déjà mentionné auparavant dans un article du magazine La Semaine paru peu après son passage à Tout le monde en parle, et plus tard, pendant une entrevue avec MC Gilles à l'émission Deux steamés.
Le 3 novembre 2015, il décède à l'hôpital de Sorel-Tracy des suites de problèmes cardiaques.

### Apparitions publiques
Il est reçu en 2006 à l'émission Tout le monde en parle animée par Guy A. Lepage.
Le 31 décembre 2008, M. L'Amour fit une courte apparition dans le Bye Bye 2008. Il y a interprété une chanson intitulée Poker Face, une reprise de la célèbre chanson de Lady Gaga dans le style bien populaire de M. L'Amour, avec sa voix fluette, aiguë et sans oublier son rythme saccadé bien à lui.
Il fit aussi quelques apparitions dans des films, en y interprétant son propre rôle. Dans Nos voisins Dhantsu, il tente de passer l'audition pour être interprète japonais dans le voyage de Réal et Stéphane au Japon. Dans le film Kanah D'Ha, il est en conflit avec Kanah D'Ha (interprété par Réal Béland) pour lui avoir volé la vedette dans un spectacle.
En 2012, il apparaît dans une publicité de Pepsi aux côtés des Denis Drolet, et en 2014 dans l'émission Les Beaux Malaises de Martin Matte (épisode 2, Le Grille-pain).
Au mois de mai 2013, Normand L'Amour est invité à célébrer le dixième anniversaire des soirées Total Crap, en compagnie du chroniqueur télé MC Gilles. L'événement se déroule au Club Soda de Montréal.
Le 20 décembre 2013, dans le 76e épisode de son émission Internet Salut les Geeks, Mathieu Sommet parle de Normand L'Amour, étendant ainsi davantage sa notoriété en France.

## Production musicale

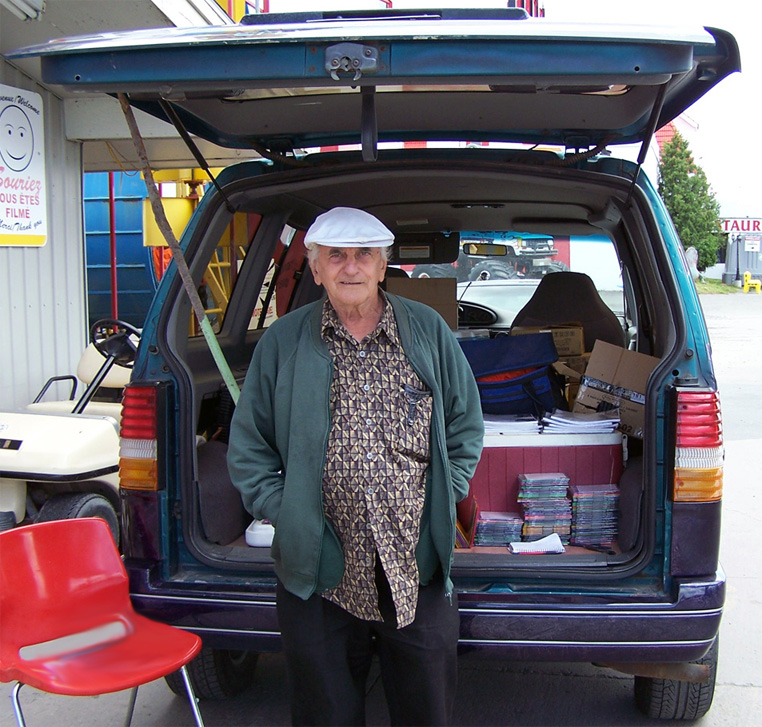
Au dépanneur du Madrid, à Saint-Léonard-d'Aston, sortie 202 de l'autoroute 20.

Normand L'Amour crée ses morceaux à l'aide du logiciel Band-in-a-Box (en) et en tire des copies (cassettes, puis CD audio) qu'il distribuait lui-même, au début, au porte-à-porte. Ces ventes itinérantes lui aurait permis d'écouler quelque 4 000 cassettes.
En 1998, son gérant, Serge Péloquin, ancien maire de la ville de Sorel, avait fait préparer une commande de 100 albums pour distribuer à quelques amis. La commande, erronée, passa à 1 000 albums. Découragé, le gérant dut en faire la promotion afin de réussir à écouler ces 1 000 albums. En quelques semaines, notamment à la suite de son passage à La fin du monde est à sept heures où il était l'artiste invité pour annoncer la météo, les disques furent écoulés et l'agent commanda à quelques reprises des rééditions.
Il vend ses disques exclusivement au magasin Boulevard Musique, à Sorel-Tracy, et jusqu'à l'été 2011 au dépanneur du Restaurant Le Madrid.
Les paroles de ses chansons, qui traitent de sujets anodins de la vie courante, lui ont valu son succès. Il chante avec une voix fluette et aiguë et utilise le trémolo.
En 2012, l'œuvre de Normand L'Amour contient 2 335 chansons réparties sur 200 albums, dont certaines en plusieurs langues. En effet, Normand chante en plus de 75 langues, ses textes étant cependant traduits par un logiciel pas toujours fidèle.

## Discographie
La discographie de Normand L'Amour contient, en date de décembre 2012, 2 335 chansons enregistrées sur 200 albums.